# Vittorio Pisani
Vittorio Pisani (Corfù, 13 ottobre 1899 – Vittorio Veneto, 27 aprile 1974) è stato un illustratore e pittore italiano.
Fu l'autore delle celebri copertine del settimanale La Tribuna illustrata.

## Biografia
Nato da padre italiano e da madre greca, il padre era pittore, così pure il nonno e lo zio, si forma all'Accademia di belle arti di Roma.
Il primo lavoro remunerato fu durante la guerra greco-turca nel 1919, all'età di 20 anni, il disegno di un'etichetta per una ditta commerciante di fichi, peraltro ancora in commercio. Diviene illustratore dal 1922 del settimanale Tribuna illustrata, per il quale creò più di 4000 copertine.
Eseguì cartoline per molti reparti dell'Esercito italiano e principalmente per la Milizia Volontaria per la Sicurezza Nazionale. Suo il dipinto e cartolina da cui poi fu tratto il francobollo delle Poste italiane, del carabiniere eroe Salvo D'Acquisto, medaglia d'oro al v.m., elaborato da Silvano Campeggi. Proprio dell'arma dei carabinieri dipinge numerose illustrazioni, poi pubblicate sulla Tribuna Illustrata, e presenti, sotto forma di riproduzioni, sui muri delle caserme italiane.
Dopo la guerra si ritira a Farra d'Alpago, Belluno, terra originaria della moglie. Muore presso l'ospedale civile di Vittorio Veneto per complicazioni dovute al diabete, di cui, da anni, l'artista soffriva. Gli eredi, Roberto e Andrea Vittorio Pisani, ne curano l'archivio.